# Erhard Gröger
Erhard Gröger (* 15. August 1947 in Spremberg) ist ein ehemaliger deutscher Fußballspieler im Sturm. Er spielte für die BSG Energie Cottbus in der DDR-Oberliga.

## Karriere
Gröger spielte in seiner Jugend von 1959 bis 1966 bei seinem Heimatverein BSG Fortschritt Spremberg. Anschließend wechselte er für ein Jahr zur BSG Fortschritt Buchholz, bevor er 1968 wieder nach Spremberg zurückkehrte, wo er bis 1973 blieb. 1974 wurde Gröger von der BSG Energie Cottbus verpflichtet, für die er in der Saison 1973/74 noch zwölfmal zum Einsatz kam und zwei Tore erzielte. Sein Profidebüt hatte Gröger am 26. Januar 1974, als er am 14. Spieltag gegen den FC Karl-Marx-Stadt in der Startelf stand. Sein erstes Tor erzielte er am 20. Februar 1974 (18. Spieltag) gegen die BSG Sachsenring Zwickau. Nach dem Abstieg schoss er 1974/75 13 Tore in 21 Spielen, womit er Torschützenkönig der Staffel D war und Cottbus direkt der Wiederaufstieg gelang. 1975/76 gelangen Gröger in 23 Spielen jedoch nur drei Treffer, was zur Folge hatte, dass Cottbus abermals abstieg. In der Spielzeit 1976/77 ragte er mit 15 Treffern in 20 Einsätzen heraus, sodass er wieder Torschützenkönig in der Staffel D war. Dennoch gelang Cottbus nicht der Aufstieg in die Oberliga. In der nächsten Saison gelangen Gröger in der DDR-Liga lediglich zwei Tore in 16 Einsätzen. 1978/79 gelangen ihm zehn Treffer in 22 Spielen. Nach der Saison wechselte Gröger zur BSG Lok RAW Cottbus und blieb dort bis zu seinem Karriereende 1983.
Gröger wirkte bereits in seiner Zeit bei der BSG Lok RAW Cottbus als Spielertrainer. Danach war er bis 1987 Cheftrainer. Anschließend trainierte er bis 1990 die Vereinsjugend.